# Lichenaula lichenea
Lichenaula lichenea là một loài bướm đêm thuộc họ Oecophoridae. Nó được tìm thấy ở Lãnh thổ Thủ đô Úc, New South Wales và Queensland.

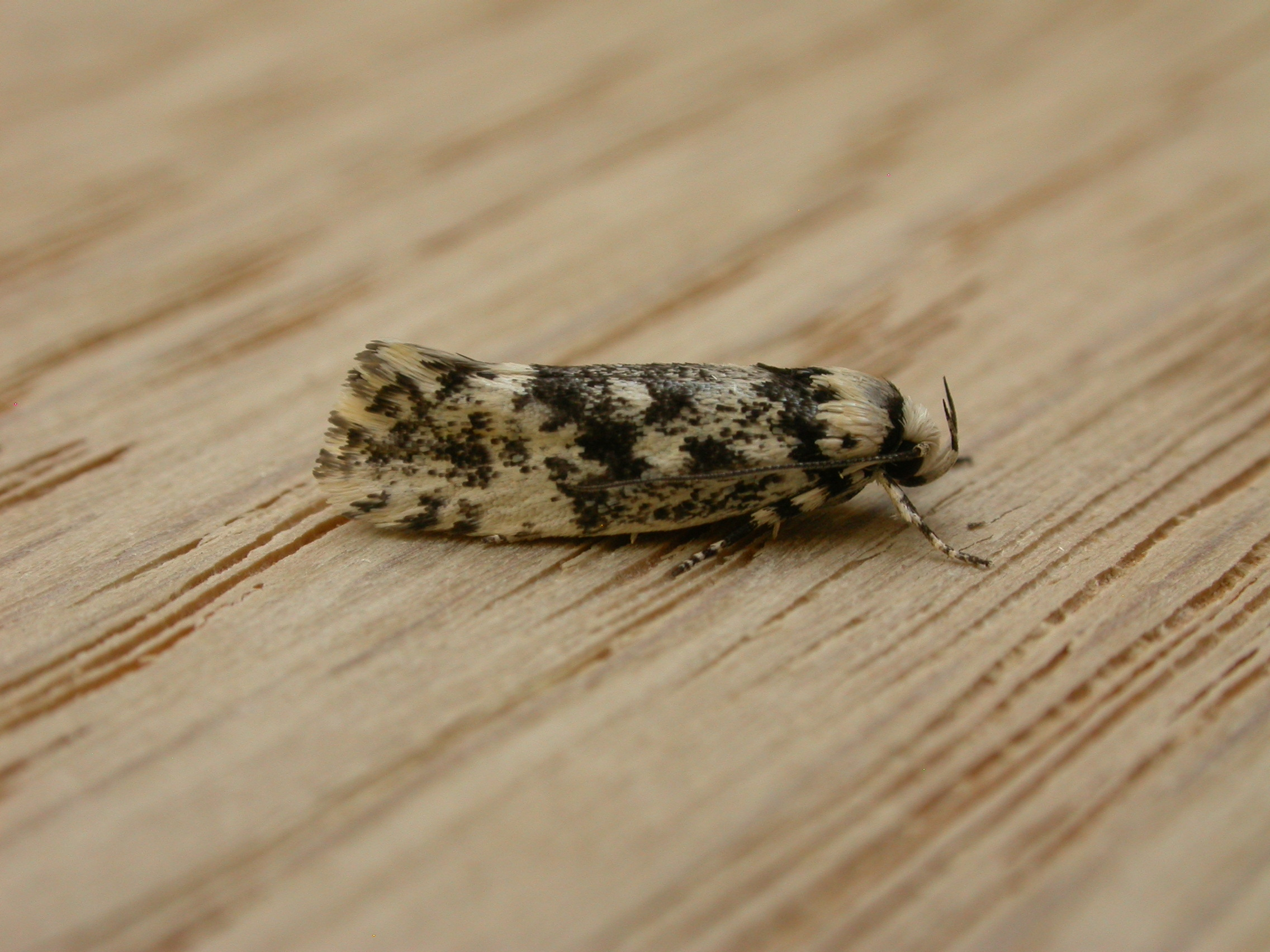

Con trưởng thành bay vào tháng 3 and tháng 4.
Ấu trùng ăn địa y mọc ở hàng rào và đá.

## Hình ảnh

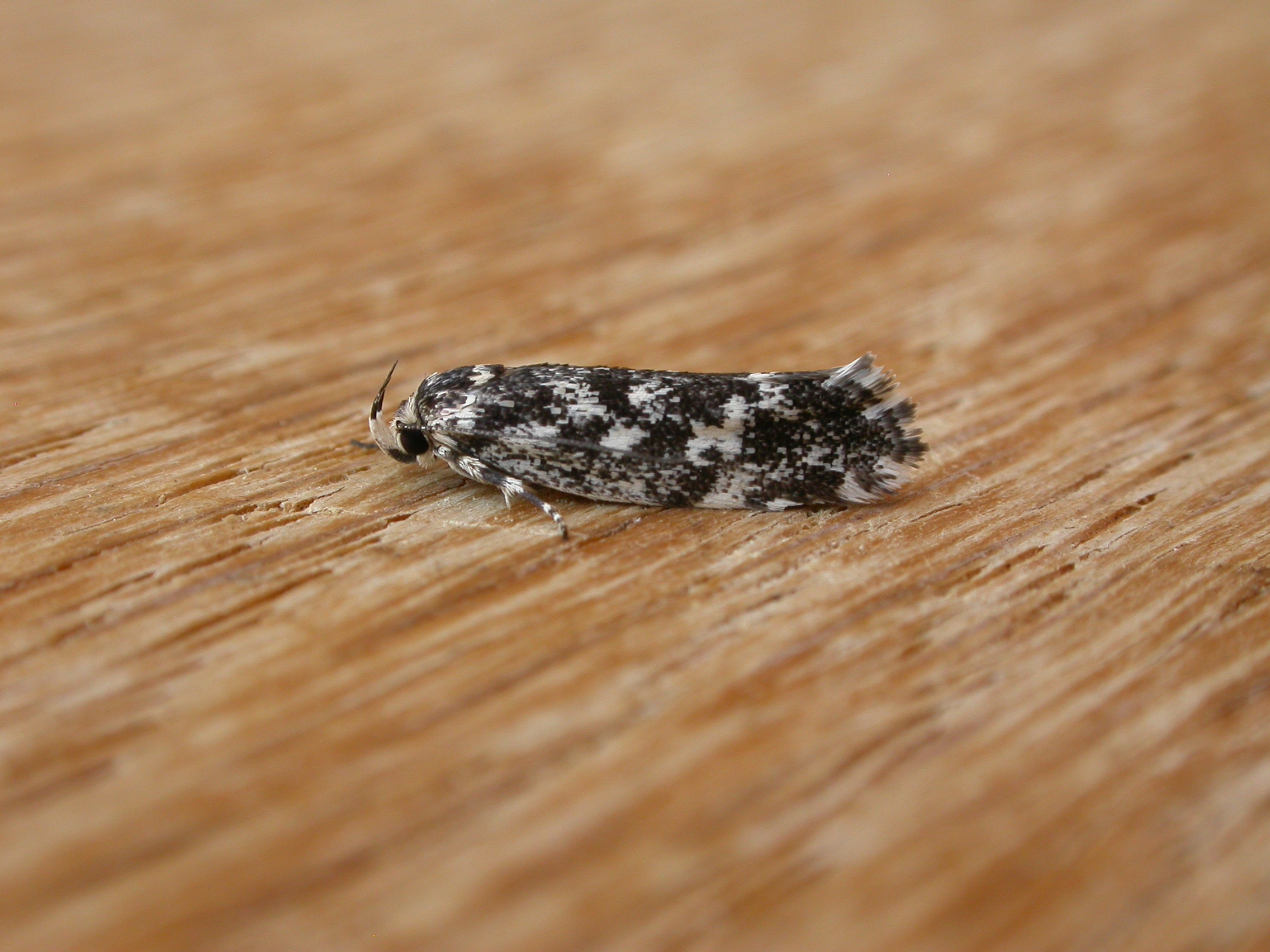